# Gérard Pansanel
Gérard Pansanel (* 29. Februar 1952 in Montpellier) ist ein französischer Jazzgitarrist.

## Leben und Wirken
Pansanel ist musikalischer Autodidakt; seit 1968 trat er mit Rhythm-and-Blues- und Rockgruppen auf. Ab 1975 arbeitete er in Paris als Jazzmusiker, u. a. mit Aldo Romano, Jean-Claude Naimro, Bob Brault und Bernard Lubat; daneben unternahm er Tourneen mit Michel Fugain.
1982 hielt sich Pansanel in Los Angeles auf, wo er sein Spiel mit Musikern wie Joe Diorio, Pat Martino, Robben Ford und John Abercrombie vervollkommnete und ein Diplom erhielt. 1985 veröffentlichte er sein erstes Album Calypso. 1987 spielte er mit Don Cherry und Doudou Gouirand und nahm mit ihnen das Album Forgotten Tales auf. 1989 tourte er mit Enrico Rava.
Von 1989 bis 1991 war er Gitarrist beim Orchestre National de Jazz unter Leitung von Claude Barthélémy. Er wirkte an zwei Alben des Orchesters mit: Claire und Jack-Line. In den 1990er Jahren absolvierte er mit Doudou Gouirand ein Projekt mit der Musik Nino Rotas mit Tourneen und Konzerten in ganz Europa, Afrika und der Karibik. 1997 wirkte er mit dem Liedermacher Claude Martí und dem Akkordeonisten Antonello Salis als Komponist und Musiker an Éric Rohmers Film Herbstgeschichte mit. Im Folgejahr unternahm er eine Tournee durch Russland.
Bei den Internationales de la guitare 1999 trat Pansanel im Duo mit John Stowell und im Quartett mit Enrico Rava, Aldo Romano und Michel Benita auf. Beim Festival de Junas 2002 wurde sein G. Pansanel Transalpino Project (mit Claudio Pontiggia, Heiri Känzig, Antonello Salis und Patrice Héral) aufgeführt. Im selben Jahr trat er bei den Internationales de la guitare mit Henri Texier, Paolo Fresu, Claude Barthélémy, Serge Lazarevitch, Antonello Salis, Frédéric Monino und Joël Allouche auf.
Über lange Jahre begleitete er Claude Martí, war aber auch mit Léo Ferré im Studio. Daneben arbeitete er mit Jean-Marc Padovani, Lester Bowie, Lionel Suarez, Paco Ibáñez, Soriba Kouyaté, Steve Hillage, Phil Manzanera und Neneh Cherry.

## Diskographische Hinweise
- Cossi Anatz Jazz Afro-Occitan (1975)
- Calypso mit Aldo Romano, Doudou Gouirand, Antonello Salis, Michel Bénita (1985)
- Voices mit Xavier Prévost, Enrico Rava, Antonello Salis, Michel Bénita, Aldo Romano (1992)
- Orchestra Improvista Nino Rota… Fellini mit Doudou Gouirand, Antonello Salis, Michel Marre, Yves Robert, Michel Godard, Jean-Jacques Avenel, Joël Allouche (1995)
- Gérard Pansanel, Antonello Salis Beatles Stories/Cinecittà (1997)
- Navigators mit Paolo Fresu, Antonello Salis, Furio Di Castri, Joël Allouche (1997)
- Orchestra Frizzante mit Claude Barthélémy, Patrick Vaillant, Fethi Tabet, Régis Huby, Frédéric Monino, Joël Allouche, Demba Coulibaly (2001)
- Electrizzante mit Antonello Salis, Patrice Héral, Lionel Suarez, André Minvielle (2006)
- Montpellier mit Pascal Comelade, Pep Pascual (2010)
- Gérard Pansanel, Arild Andersen, Patrice Héral Future Early Years (2010)
- Jean-Marie Frédéric, Olivier-Roman Garcia, Gérard Pansanel Hokusai live ! (2017)